# Syngrapha orophila
Syngrapha orophila là một loài bướm đêm trong họ Noctuidae.